# Freddie McKay
Pour les articles homonymes, voir McKay.
Freddie McKay (aussi Freddy McKay) (né en 1947 à Sainte-Catherine en Jamaïque, décédé le 19 octobre 1986) était un chanteur de rocksteady et de reggae.

## Biographie
Son premier enregistrement, produit par Prince Buster, date de 1967. La même année, il obtient son premier tube avec Love Is A Treasure pour Duke Reid.
Ensuite, F. McKay rejoint le Studio One de Coxsone Dodd où il enregistre un grand nombre de chansons, avec le groupe The Soul Defenders, comme High School Dance, Sweet You Sour You, and Picture On The Wall. Cette dernière intitule son premier album en 1971. Un deuxième album, Lonely Man, paraît en 1974. L'année suivante, F. McKay enregistre un duo avec Horace Andy, Talking Love qui est un tube en Jamaïque. En 1976, il obtient un autre tube avec Dance This Ya Festival qui remporte le Jamaican Independence Popular Song Contest.
En 1977, il fait équipe avec Alvin GG Ranglin pour un album étrangement nommé The Best Of Freddie McKay, dans le style reggae roots. Creation suit en 1979, et Tribal Inna Yard en 1983. F. McKay continue à enregistrer jusqu'à sa mort.

## Discographie albums
- 1971 - Picture On The Wall (Studio One)
- 1974 - Lonely Man (Dragon) [reissued 1996, Lagoon]
- 1977 - The Best Of Freddie McKay (GG's)
- 1979 - Creation (Plant)
- 1982 - Harsh Words (Gorgon)
- 1983 - Tribal Inna Yard (Move)
- 1988 - I'm a Free Man (Uptempo)
- 1991 - Freddie McKay & Soul Defenders at Studio One (Heartbeat)
- 1997 - The Right Time Recordings (GG's) [with Jah Stone]
- 1999 - The Right Time (Rhino)
- 2002 - When You're Smiling (Rhino) [Lonely Man + bonus tracks]
- 2003 - Doin' It Right (Charly)